# Eubaeus leiponeura
Eubaeus leiponeura là một loài tò vò trong họ Ichneumonidae.